# Douaumont-Vaux
Douaumont-Vaux é uma comuna francesa na região administrativa do Grande Leste, no departamento de Meuse. Estende-se por uma área de 12.70 km², e possui 80 habitantes, segundo o censo de 2018, com uma densidade de 6.3 hab/km².
Foi criada, em 1 de janeiro de 2019, a partir da fusão das antigas comunas de Douaumont e Vaux-devant-Damloup.